# Lista obiektów NGC
Lista obiektów należących do astronomicznego katalogu New General Catalogue.
- Lista obiektów NGC (1–1000)
- Lista obiektów NGC (1001–2000)
- Lista obiektów NGC (2001–3000)
- Lista obiektów NGC (3001–4000)
- Lista obiektów NGC (4001–5000)
- Lista obiektów NGC (5001–6000)
- Lista obiektów NGC (6001–7000)
- Lista obiektów NGC (7001–7840)